# 埃克托尔·埃尔南德斯
埃克托尔·埃尔南德斯（西班牙語：Héctor Hernández，1935年12月6日—1984年6月15日），墨西哥男子足球运动员，司职前锋。他曾代表墨西哥国家队参加1962年国际足联世界杯，结果队伍止步小组赛阶段。